# Thesprotiella similis
Thesprotiella similis es una especie de mantis de la familia Thespidae.

## Distribución geográfica
Se encuentra en el Ecuador.